# Welaiták
A welaiták (welayták, walaytták vagy wolaiták) egy népcsoport Etiópiában, számuk közel kétmillió. Etiópia népességének 2,3%-át teszik ki, amivel az országban ez a hetedik legnagyobb népcsoport.

## Lakóhely
A welaiták elsősorban a Déli nemzetek, nemzetiségek és népek szövetségi államban, annak középső részén fekvő Welaita Zónában élnek. Arányuk a szövetségi államon belül 10,7%, amivel a második legnagyobb népcsoportot alkotják.

## Történet
A welaiták államát a 13. század közepén alapították. Uralkodójukat kawo címmel illették. A Damot-, majd a Wolaitamola-dinasztia időszakából egyetlen uralkodó nevét sem ismerjük.
A 16. századi oromo vándorlás után tigray  eredetű dinasztia uralkodott rajtuk egészen a 19. század végéig.
A welaiták az 1890-es években kerültek összeütközésbe dél felé terjeszkedő Etióp Császársággal. A harcokat leíró Bahru Zewde szerint ez volt a terjeszkedő II. Menelik egyik legvéresebb hadjárata. A welaita szájhagyomány szerint a harcokban 118 000 welaita és 90 000 etióp katona esett el. A welaiták Tone nevű utolsó kawóját végül 1896-ban győzték le, és a területet beolvasztották az Etióp Császárságba, de 1974-ig megmaradt részleges önigazgatása, kormányzói ugyanis közvetlenül az uralkodó alá voltak rendelve. A welaiták földjét a Derg uralma alatt Sidamo tartományba olvasztották. 1991-ben a 9-es régióba került, majd az 1995-ös szövetségi alkotmány alapján a Déli nemzetek, nemzetiségek és népek szövetségi államhoz került, amelyen belül 2001 november óta önálló zónát alkot.

## Nyelv
A welaita (vagy más néven ometo) nyelvek az afroázsiai nyelvcsalád omói ágához tartoznak. Nyelvjárása a zala, valamint a számos esetben önálló nyelvként feltüntetett melo, oyda és a gamo-gofa-dawro nyelvek.
A nyelvnek az 1940-es évek óta van írásbelisége, amikor szudáni misszionáriusok segítségével megalkották azt (az Újszövetséget 1981-re, a Bibliát 2002-re fordították le).

## Vallás
A welaiták között a kereszténység (protestáns felekezetek, Etióp ortodox egyház) a legelterjedtebb vallása, de a hagyományos törzsi vallások és az iszlám  követői is megtalálhatóak.

## Fordítás
- Ez a szócikk részben vagy egészben  a   Welayta people című angol Wikipédia-szócikk fordításán alapul.  Az eredeti cikk szerkesztőit annak laptörténete sorolja fel. Ez a jelzés csupán a megfogalmazás eredetét és a szerzői jogokat jelzi, nem szolgál a cikkben szereplő információk forrásmegjelöléseként.